# دينا (راقصة)
دينا طلعت سيد محمد (27 مارس 1965 -)، ممثلة و راقصة شرقية مصرية. حصلت على لقب «الراقصة المصرية الأخيرة» من قبل مجلة نيوزويك الأمريكية. تحمل شهادة الماجستير في الفلسفة.

## حياتها
ولدت في روما في ايطاليا واحترفت الرقص وعمرها 15 عامًا، حيث كانت في مرحلة الثانوية العامة، وانضمت لفرقة رضا الاستعراضية وقالت انها صعيدية واصلها من صعيد مصر، تخرجت في كلية الآداب قسم الفلسفة جامعة عين شمس، وحاصلة على درجة الماجستير في الفلسفة ، وهي شقيقة المغنية المعتزلة «ريتا» التي كانت تعمل في مجال الغناء في فترة ثمانينات القرن العشرين وقررت الأعتزال وارتداء النقاب بعد ذلك، بدأت شهرتها في تسعينات القرن العشرين وكانت بدايتها في الرقص في المرحلة الثانوية حافظت على موقعها في المقدمة رغم زحام الراقصات اللبنانيات والروسيات وقلة من المصريات في مصر.

## حياتها الخاصة
سبق لها الزواج من المخرج «سامح الباجوري» وأنجبا ابنها الوحيد «علي»، كما سبق لها الزواج عرفيًا من رجل الأعمال حسام أبو الفتوح.

## أعمالها

### الأفلام
- 1986: البنديرة
- 1987: الكماشة
- 1987: الجمالية
- 1988: الحب أيضا يموت
- 1990: امرأة ضلت الطريق
- 1990: اللعبة الأخيرة
- 1991: مذبحة الشرفاء
- 1991: بائعة الشاي
- 1991: الغشيم
- 1991: البريء والجلاد
- 1992: زوجتي والذئب
- 1992: دموع صاحبة الجلالة
- 1992: استقالة جابر
- 1993: المنسي
- 1994: الحقيقة اسمها سالم
- 1995: قشر البندق
- 1996: استاكوزا
- 2001: ابن عز
- 2006: عليا الطرب بالتلاتة
- 2007: البلياتشو
- 2008: مجانين نص كوم
- 2009: حد سامع حاجة
- 2010: ولاد البلد
- 2010: عسل إسود
- 2010: فوكك مني
- 2011: فوكك مني
- 2011: شارع الهرم
- 2012: عبدة موتة
- 2012: هاتولي راجل
- 2013: عش البلبل
- 2015: سعيكم مشكور يا برو
- 2016: بارتي في حارتي
- 2017: حليمو أسطورة الشواطئ
- 2017: آخر ديك في مصر

### المسلسلات
- 1998: رد قلبي
- 2002: أوراق مصرية ج2
- 2004: فريسكا
- 2005: ينابيع العشق
- 2005: ريا وسكينة
- 2006: حياتي أنت
- 2006: العندليب حكاية شعب
- 2008: رمانة الميزان
- 2009: وعد ومش مكتوب
- 2009: خاص جدا
- 2009: حواكة بوت
- 2009: الأشرار
- 2010: الفوريجي
- 2011: نونة المأذونة
- 2012: باب الخلق
- 2013: قشطة وعسل
- 2013: فرعون
- 2013: أهل الهوى
- 2014: المرافعة
- 2015: مولانا العاشق
- 2015: حواري بوخارست
- 2016: أزمة نسب
- 2017: غرابيب سود
- 2017: الطوفان
- 2017: الحرباية
- 2018: نسر الصعيد
- 2018: رحيم
- 2018: الأب الروحي ج2
- 2020: بت القبايل
- 2020: سلطانة المعز
- 2021: حي السيدة زينب
- 2022: نقل عام
- 2022: ملف سري
- 2025: إش إش
- 2025: بريستيج

### المسرحيات
- 1998: ألابندا.
- 1999: رد قرضي

### البرامج
- 2010: لقاء مستحيل

### المسلسلات الإذاعية
- 2000: خلوصي حارس خصوصي

### الفوازير
- 1997: مشاهير الدلتا
- 1997: أبيض وأسود تاني
- 1998: فوازير تياترو
- 2007: عفاريت مراتي

## وصلات خارجية
- دينا على موقع IMDb (الإنجليزية)
- دينا على موقع قاعدة بيانات الأفلام العربية
- دينا على موقع قاعدة بيانات الفيلم (الإنجليزية)